# Francisco Sierralta
Francisco Sierralta, né le 6 mai 1997 à Las Condes au Chili, est un footballeur international chilien. Il joue au poste de défenseur central à l'AJ Auxerre.

## Biographie

### Débuts professionnels
Né à Las Condes au Chili, Francisco Sierralta est formé par l'Universidad Católica. Il est prêté lors de la saison 2016-2017 au CD Palestino.
Le 10 août 2017, Sierralta s'engage en faveur de l'Udinese Calcio, mais il ne joue aucun match avec ce club. Il est dans un premier temps prêté au Parme Calcio, puis à l'Empoli FC. Il ne fait que onze apparitions sous le maillot d'Empoli, avec notamment un but marqué, face à l'US Cremonese le 3 mars 2020 (victoire 2-3 d'Empoli).

### Watford FC
Le 9 septembre 2020, Francisco Sierralta rejoint l'Angleterre en s'engageant avec le Watford FC pour un contrat de trois ans,.
Sierralta joue son premier match pour Watford lors d'une rencontre de Coupe de la Ligue anglaise contre Oxford United le 15 septembre 2020. Il est titularisé et son équipe s'impose après une séance de tirs au but.

### AJ Auxerre
Lors de l'été 2025, Francisco Sierralta rejoint l'AJ Auxerre. Le transfert est officialisé le 19 juin 2025 et signe un contrat de quatre ans, soit jusqu'en juin 2029. Il décide de porter le numéro 4.

### En sélection nationale
Avec les moins de 20 ans, Sierralta participe au championnat sud-américain des moins de 20 ans en 2017. Lors de cette compétition organisée en Équateur, il officie comme capitaine et joue quatre matchs. Avec un bilan de deux nuls et deux défaites, le Chili se voit éliminé dès le premier tour.
Francisco Sierralta honore sa première sélection avec l'équipe nationale du Chili lors d'un match amical face à la Pologne, le 8 juin 2018. Il entre en jeu ce jour-là à la place de Paulo Díaz, et les deux équipes se neutralisent (2-2).
Il est retenu dans la liste du sélectionneur Martín Lasarte pour disputer la Copa América 2021 avec le Chili. Lors de cette compétition organisée au Brésil, il joue trois matchs. Le Chili s'incline en quart de finale face au pays organisateur.

## Statistiques

### En sélection nationale
| Saison                | Sélection             | Phases finales        | Phases finales | Phases finales | Phases finales | Éliminatoires CDM | Éliminatoires CDM | Éliminatoires CDM | Matchs amicaux | Matchs amicaux | Matchs amicaux | Total | Total | Total |
| Saison                | Sélection             | Compétition           | M              | B              | Pd             | M                 | B                 | Pd                | M              | B              | Pd             | M     | B     | Pd    |
| --------------------- | --------------------- | --------------------- | -------------- | -------------- | -------------- | ----------------- | ----------------- | ----------------- | -------------- | -------------- | -------------- | ----- | ----- | ----- |
| 2017-2018             | Chili                 | -                     | -              | -              | -              | -                 | -                 | -                 | 1              | 0              | 0              | 1     | 0     | 0     |
| 2018-2019             | Chili                 | Copa América 2019 4e  | -              | -              | -              | -                 | -                 | -                 | 0              | 0              | 0              | 0     | 0     | 0     |
| 2019-2020             | Chili                 | -                     | -              | -              | -              | -                 | -                 | -                 | 1              | 0              | 0              | 1     | 0     | 0     |
| 2020-2021             | Chili                 | Copa América 2021     | 3              | 0              | 0              | 3                 | 0                 | 0                 | -              | -              | -              | 6     | 0     | 0     |
| 2021-2022             | Chili                 | -                     | -              | -              | -              | 2                 | 0                 | 0                 | 2              | 0              | 0              | 4     | 0     | 0     |
| 2022-2023             | Chili                 | -                     | -              | -              | -              | -                 | -                 | -                 | 3              | 0              | 0              | 3     | 0     | 0     |
| 2023-2024             | Chili                 | Copa América 2024     | -              | -              | -              | -                 | -                 | -                 | 0              | 0              | 0              | 0     | 0     | 0     |
| 2024-2025             | Chili                 | -                     | -              | -              | -              | 0                 | 0                 | 0                 | -              | -              | -              | 0     | 0     | 0     |
| Total sur la carrière | Total sur la carrière | Total sur la carrière | 3              | 0              | 0              | 5                 | 0                 | 0                 | 7              | 0              | 0              | 15    | 0     | 0     |

## Palmarès
Universidad Católica
- Championnat du Chili (1) :
  - Champion : 2016.